# Kurt Gödel
 Der er for få eller ingen kildehenvisninger i denne artikel, hvilket er et problem. Du kan hjælpe ved at angive troværdige kilder til de påstande, som fremføres i artiklen.

Kurt Friedrich Gödel (født 28. april 1906 i Brno, død 14. januar 1978 i Princeton) var østrigsk logiker og matematiker. Gödel regnes som en af de største tænkere, og den største logiker, i det 20. århundrede. Han er mest kendt for sine to ufuldstændighedssætninger inden for matematisk logik, publiceret i 1931, men har også leveret vigtige bidrag inden for kosmologi og filosofi.
Gödel studerede i Wien, og var inden 2. verdenskrig ansat som universitetslærer der. I 1940 emigrerede han til USA, hvor han blev ansat på Institute for Advanced Study ved Princeton. Her blev han bl.a. ven med Albert Einstein
De to ufuldstændighedssætninger lyder i kort form:
- Første ufuldstændighedssætning: I ethvert modsigelsesfrit matematisk system, der kan regne med hele tal, findes der sande matematiske sætninger, der ikke kan bevises.
- Anden ufuldstændighedssætning: I ethvert modsigelsesfrit bevissystem, der kan regne med hele tal, er det med systemets egne metoder umuligt at bevise, at systemet er modsigelsesfrit. Den anden ufuldstændighedssætning er en konsekvens af den første.

Ufuldstændighedssætningerne havde stor indflydelse på samtidens matematik og logik, bl.a. da de ødelagde håbet om at opbygge sikre, modsigelsesfrie systemer inden for matematikken.
Gödel var bange for køleskabe og radiatorer, og af skræk for at blive forgiftet, turde han kun spise mad der var tilberedt af hans kone Adele. I 1977 blev hun imidlertid indlagt på sygehus i seks måneder, og han vovede da ikke at spise og døde følgelig af underernæring. 